# Suillus bresadolae
Suillus bresadolae är en svampart som tillhör divisionen basidiesvampar, och som först beskrevs av Lucien Quélet, och fick sitt nu gällande namn av Gerhold. Suillus bresadolae ingår i släktet Suillus, och familjen Gomphidiaceae. Arten har ej påträffats i Sverige.